# Голембев-Новий
Голембев-Новий (пол. Gołębiew Nowy) — село в Польщі, у гміні Кутно Кутновського повіту Лодзинського воєводства.
Населення — 883 особи (2011).
У 1975-1998 роках село належало до Плоцького воєводства.

## Демографія
Демографічна структура станом на 31 березня 2011 року:
|          | Загалом | Допрацездатний вік | Працездатний вік | Постпрацездатний вік |
| -------- | ------- | ------------------ | ---------------- | -------------------- |
| Чоловіки | 430     | 94                 | 298              | 38                   |
| Жінки    | 453     | 73                 | 269              | 111                  |
| Разом    | 883     | 167                | 567              | 149                  |